# Ensign C. Markland Kelly, Jr. Award
Der  Ensign C. Markland Kelly, Jr. Award wird von US Lacrosse an den besten Torwart in den Division I, 2 und  3 in der NCAA verliehen. 
Die Auszeichnung ist nach Charles Markland Kelly, Jr. benannt, der bis 1940 ein herausragender Torwart in der Lacrossemannschaft an der University of Maryland war. Kurz darauf verließ er die Universität, um Pilot in der United States Navy zu werden. 